# Superserien 2008
Superserien 2008 var Sveriges högsta division i amerikansk fotboll för herrar säsongen 2008. Serien spelades 3 maj–7 september 2008 och vanns av Stockholm Mean Machines. Lagen möttes i dubbelmöten hemma och borta. Vinst gav 2 poäng, oavgjort 1 poäng och förlust 0 poäng.
De fyra bäst placerade lagen gick vidare till slutspel. SM-slutspelet spelades 13 september–21 september och även där segrade Stockholm Mean Machines.
De två sämst placerade lagen fick kvala mot lag från division 1 om två platser i nästa års serie.

## Tabell
| Nr | Lag                     | S  | V  | O | F  | GP  | IP  | PS   | P  |
| -- | ----------------------- | -- | -- | - | -- | --- | --- | ---- | -- |
| 1  | Stockholm Mean Machines | 12 | 10 | 1 | 1  | 500 | 176 | +324 | 21 |
| 2  | Arlanda Jets            | 12 | 10 | 1 | 1  | 520 | 197 | +323 | 21 |
| 3  | Carlstad Crusaders (RL) | 12 | 9  | 0 | 3  | 492 | 218 | +274 | 18 |
| 4  | Limhamn Griffins* (RM)  | 12 | 4  | 0 | 8  | 201 | 373 | −172 | 8  |
| 5  | Tyresö Royal Crowns     | 12 | 3  | 0 | 9  | 196 | 315 | −119 | 6  |
| 6  | Göteborg Marvels* (U)   | 12 | 3  | 0 | 9  | 126 | 446 | −320 | 6  |
| 7  | STU Northside Bulls (U) | 12 | 2  | 0 | 10 | 187 | 497 | −310 | 4  |

Färgkoder:
|      | – Kvalificerad för mästerskapsslutspel      |
|      | – Kvalspel mot lag från division 1          |
| (RL) | – Regerande ligamästare (seriesegrare)      |
| (RM) | – Regerande svenska mästare                 |
| (U)  | – Uppflyttad från division 1                |
| *    | – Nedflyttad efter säsongen på egen begäran |

## Matchresultat
| Hemma \ Borta           | AJ    | CC    | GM    | LG    | STU   | SMM   | TRC   |
| Arlanda Jets            | —     | 35–6  | 55–6  | 61–0  | 61–14 | 21–40 | 28–6  |
| Carlstad Crusaders      | 38–42 | —     | 58–24 | 44–15 | 70–6  | 27–24 | 50–0  |
| Göteborg Marvels        | 14–64 | 0–44  | —     | 6–46  | 30–6  | 6–42  | 0–35  |
| Limhamn Griffins        | 0–35  | 14–45 | 14–20 | —     | 40–12 | 12–19 | 19–9  |
| STU Northside Bulls     | 14–48 | 28–63 | 9–8   | 20–21 | —     | 6–56  | 52–45 |
| Stockholm Mean Machines | 31–31 | 30–28 | 67–0  | 80–6  | 36–6  | —     | 32–7  |
| Tyresö Royal Crowns     | 28–32 | 0–20  | 7–12  | 22–14 | 17–8  | 20–41 | —     |

## Slutspel

### Semifinaler
|  | 13 september 2008 | Stockholm Mean Machines | 31 – 22 | Limhamn Griffins | Zinkensdamms IP |  |
|  |                   |                         |         |                  |                 |  |
|  |                   |                         |         |                  |                 |  |
|  |                   |                         |         |                  |                 |  |

|  | 13 september 2008 | Arlanda Jets | 34 – 27 | Carlstad Crusaders | Midgårdsvallen |  |
|  |                   |              |         |                    |                |  |
|  |                   |              |         |                    |                |  |
|  |                   |              |         |                    |                |  |

### SM-final
|  | 21 september 2008 | Stockholm Mean Machines | 70 – 39                | Arlanda Jets | Zinkensdamms IP |  |
|  |                   |                         | (27 – 14) Matchrapport |              |                 |  |
|  |                   |                         |                        |              |                 |  |
|  |                   |                         |                        |              |                 |  |

## Kval till Superserien 2009
|       | 14 september 2008 | STU Northside Bulls | 14 – 34                | Djurgårdens IF | Bergshamra IP                     |                                   |
| 16:00 | 16:00             |                     | (14 – 27) Matchrapport |                | Publik: 150 Domare: Team Paunonen | Publik: 150 Domare: Team Paunonen |
| 16:00 | 16:00             |                     |                        |                | Publik: 150 Domare: Team Paunonen | Publik: 150 Domare: Team Paunonen |
| 16:00 | 16:00             |                     |                        |                | Publik: 150 Domare: Team Paunonen | Publik: 150 Domare: Team Paunonen |

|       | 14 september 2008 | Göteborg Marvels | 13 – 6 | Örebro Black Knights | Backavallen |  |
| 16:00 |                   |                  |        |                      |             |  |
|       |                   |                  |        |                      |             |  |
|       |                   |                  |        |                      |             |  |